# Weygang-Museum

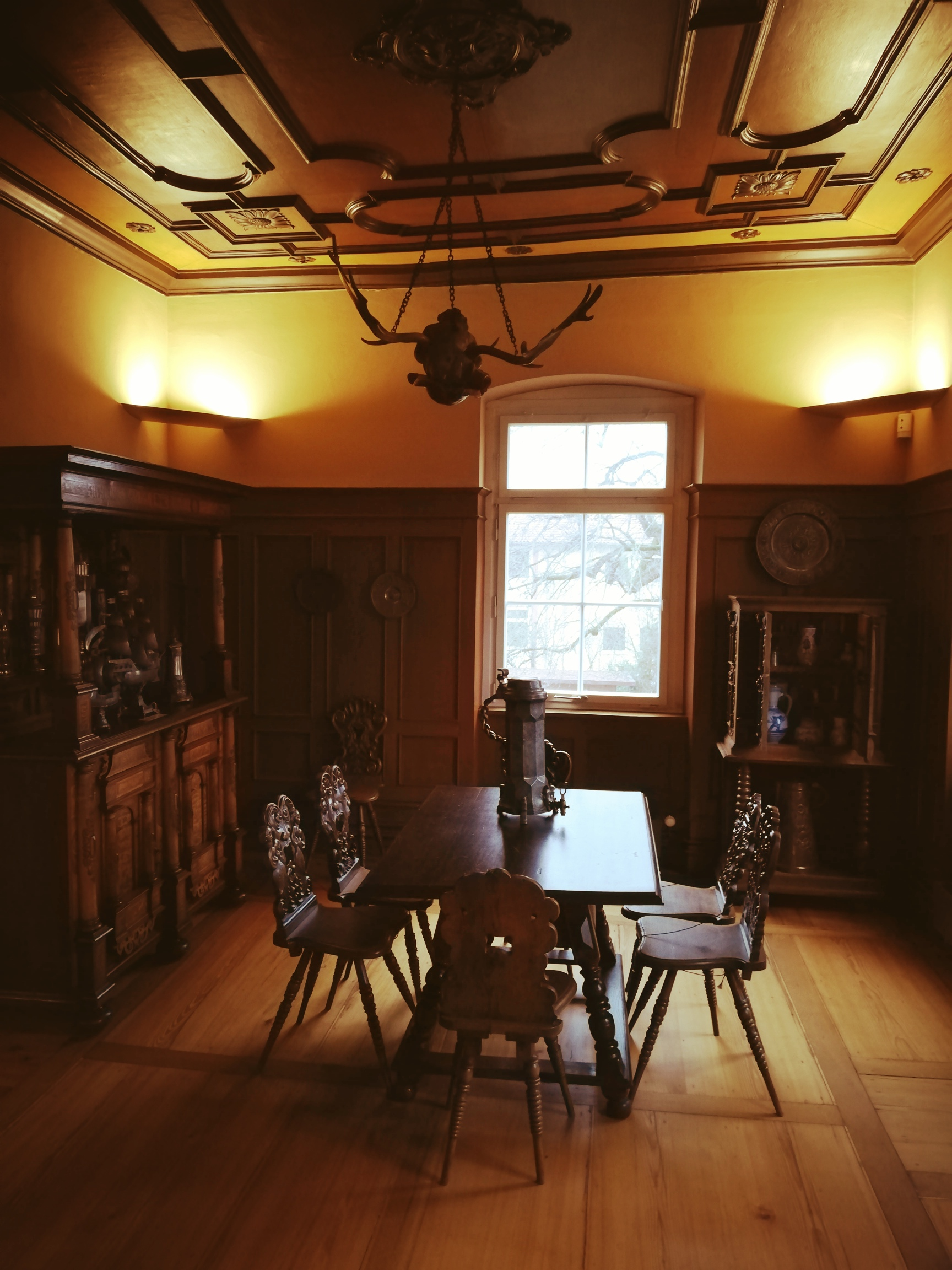
Wohnraum im Stil des Historismus

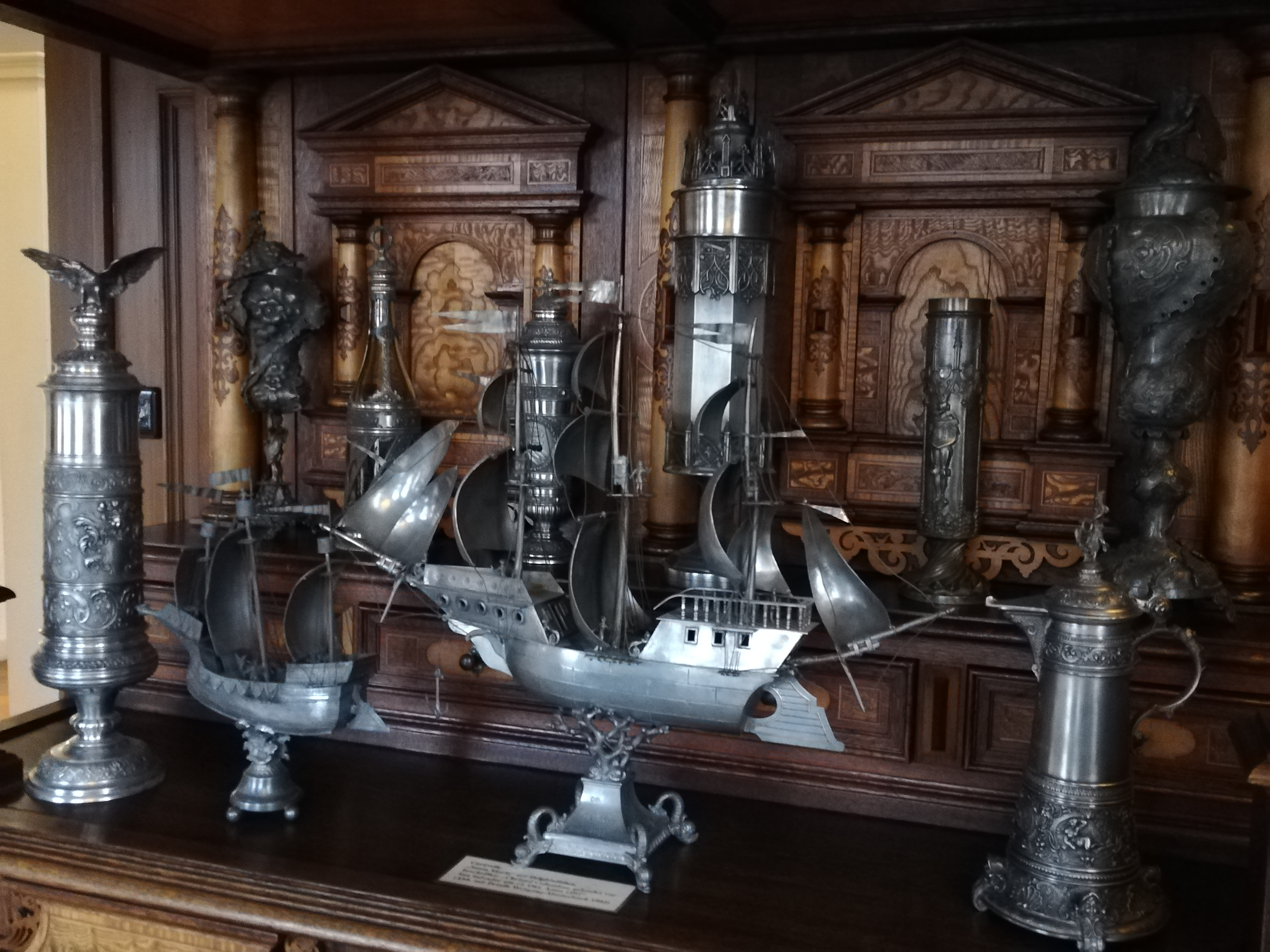
Zinnarbeiten der Firma Weygang

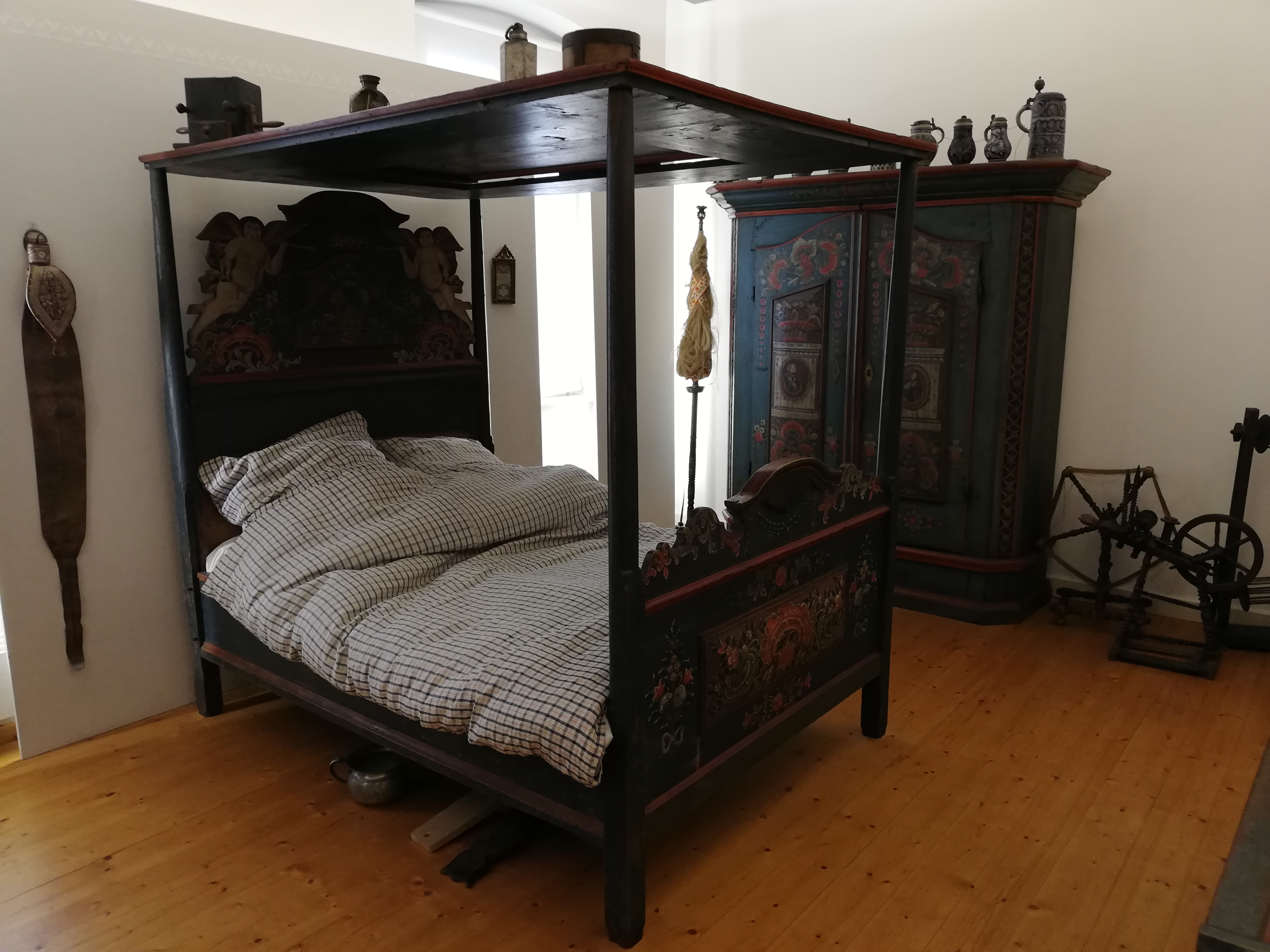
Bauernzimmer

Das Weygang-Museum ist ein stadtgeschichtliches und volkskundliches Museum in Öhringen. Es bewahrt eine der weltweit umfangreichsten Zinngerätsammlungen.

## Geschichte
Der kinderlos verstorbene Zinngießer und Fabrikant August Weygang (1859–1946) vermachte seiner Heimatstadt Öhringen seinen umfangreichen Immobilienbesitz mit der Maßgabe, dass in seinem früheren Wohnhaus in der Karlsvorstadt ein Museum eingerichtet wird. Sammlungen und Barvermögen flossen in die nach seinem Tod errichtete rechtsfähige „August-und-Thekla-Weygang-Stiftung“ ein. Das Museum wurde am 24. Mai 1953 eröffnet. 1999 wurde das Gebäude umfassend saniert. 2005 wurde es vom „Arbeitskreis Heimatpflege im Regierungsbezirk Stuttgart e. V.“ als „Vorbildliches Heimatmuseum“ ausgezeichnet. 2011 kaufte die Stadt Öhringen von der Firma Schweizer-Zinn aus Dießen am Ammersee, dem Rechtsnachfolger der Firma Weygang, die Werkstatteinrichtung und die Formensammlung Weygands zurück und übereignete sie ebenfalls der Stiftung.

## Sammlungen
Die musealen Sammlungen umfassen im Erdgeschoss neben einer Einführung in die Geschichte der deutsch-schwedischen Zinngießerdynastie Weygang unter anderem Zinnprodukte aus dem sakralen Bereich (evangelisches und katholisches Kirchenzinn, jüdische Sakralgegenstände) und aus dem Zunftwesen (Zunftpokale, Kannen, Tür- und Tischschilder). Im Obergeschoss werden in den ehemaligen Wohnräumen Weygangs Wohnungseinrichtungen von der Renaissance bis zum Historismus sowie Teile von Weygangs Zinn- und Fayencensammlung mit Stücken des 16. bis 20. Jahrhunderts präsentiert. Das Bauernzimmer umfasst Mobiliar der bekannten Schreinerfamilie Rößler aus Untermünkheim, darunter ein prunkvolles Himmelbett von Johann Rößler dem Älteren und einen doppeltürigen Schrank seines Sohnes Michael Rößler.
Hinter dem Wohngebäude befindet sich in einem Anbau die frühere Werkstatt August Weygangs. Sie ist die älteste noch produzierende Zinngießerei Deutschlands und bietet einmal monatlich Schauvorführungen an. Der vom Garten aus zugängliche Römerkeller unter dem Haus zeigt Originalfunde und Repliken von Funden aus dem römischen Öhringen (Weihesteine, Skulpturen, Tafelgeschirr aus Terra Sigillata, Fragmente von Glas- und Metallarbeiten).